# Culto dos mortos

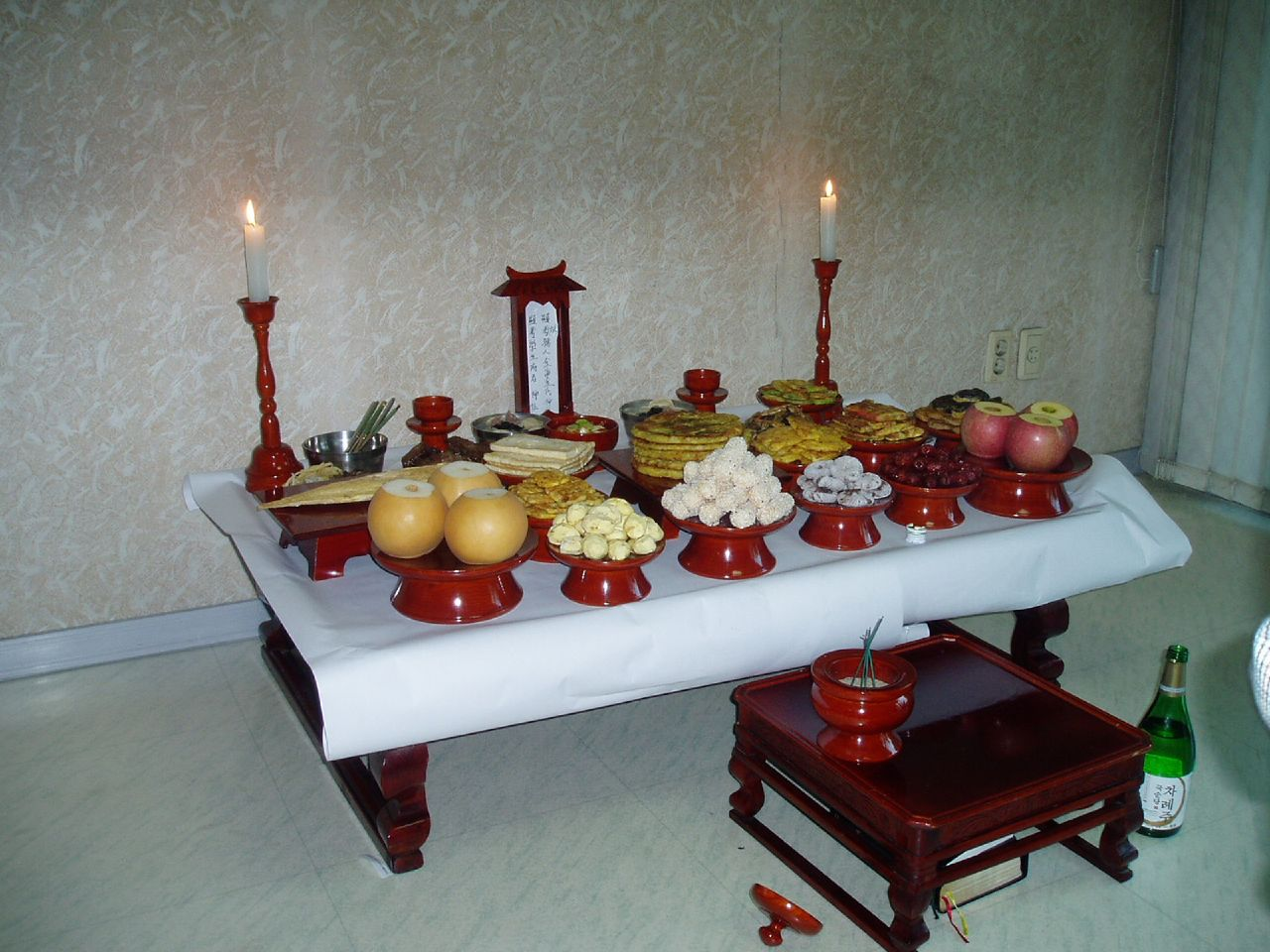
Um altar jesa dos antepassados coreanos

Culto dos mortos é uma prática baseada na crença que o falecido, muitas vezes familiares, tem uma existência contínua e possui a capacidade de influenciar a sorte dos vivos. Enquanto alguns grupos veneram seus ancestrais, algumas comunidades de fé, em particular a Igreja Católica, veneram os santos como intercessores junto a Deus.
Em algumas culturas orientais, e nas tradições de nativos americanos, o objetivo da veneração dos ancestrais é garantir, a ancestrais, contínuo bem-estar e disposição positiva em relação à vida e, às vezes, pedir favores especiais ou assistência. A função social ou não religiosa de veneração dos ancestrais é cultivar os valores de parentesco tais como piedade filial, lealdade familiar, e continuidade da linhagem da família. Embora longe de ser universal, a veneração ancestral ocorre em sociedades com todos os graus da vida social, política e complexidade tecnológica, e continua a ser um componente importante de várias práticas religiosas nos tempos modernos. Este artigo examinará as semelhanças e diferenças nas relações entre os vivos e os mortos.
O requisito mínimo para veneração oferecida aos mortos é, provavelmente, algum tipo de crença em uma pós-vida, uma sobrevivência, pelo menos por um tempo, da identidade pessoal para além da morte. Estas crenças estão longe de ser uniformes.

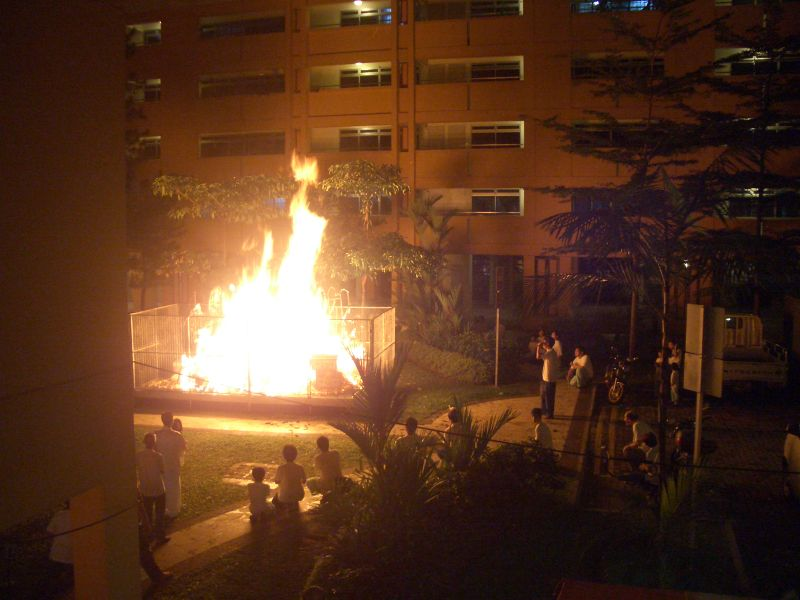
Enviando oferendas aos mortos pela queima de ofertas

## Descrição
Para a maioria das culturas, práticas ancestrais não são as mesmas que a adoração dos deuses. Quando uma pessoa adora um deus em um local templo, é para pedir algum favor que podem ser concedidos pelos poderosos espíritos. De modo geral, porém, o fim da veneração dos ancestrais não é para pedir favores mas para fazer um dever filial. Algumas pessoas acreditam que seus antepassados realmente precisam ser abastecidos pelos seus descendentes. Outros não acreditam que os antepassados estão mesmo cientes de que seus descendentes fazem para eles, mas que a expressão de piedade filial é que é importante. Se o antepassado recebe ou não o que é oferecido não é o problema
Desta forma, para pessoas não familiares com a forma pela qual a "veneração dos antepassados" é realmente praticada e considerada, o uso da tradução como culto pode ser uma causa de mal-entendidos e uma incorreção de várias formas. Em inglês, a palavra "culto" (worship) geralmente se refere ao amor reverente e à devoção destinados a uma deidade ou ser divino. Assim sendo, o ato é uma forma de respeitar, honrar e cuidar dos antepassados em seus pós-vidas, assim como buscar sua orientação para seus descendentes vivos. A este respeito, muitas culturas e religiões têm práticas similares. Alguns visitam os túmulos de seus pais ou outros ancestrais, deixam flores e oram a eles de forma a honrá-los e a lembrar-se deles, enquanto também pedem a seus antepassados já falecidos que continuem a olhar por eles. Entretanto, tais práticas não são consideradas uma forma de culto a esses ancestrais.
É nesse sentido que a tradução veneração aos ancestrais traz um sentido mais acurado do que os praticantes, tais como os chineses com influências do budismo e do confucionismo, veem-se fazendo.